# Валезийска власатка
Валезийска власатка (Festuca valesiaca) е вид цъфтящо растение от семейство Житни (Poaceae).

## Местообитание
Вирее в Европа и Азия, а в Северна Америка е интродуциран вид. и се среща в щатите Аризона, Канзас, Монтана, Върмонт и Уайоминг.
В България се среща в:
- застрашено природно местообитание Дунавски льосови степи;
- защитена местност Дупката в землището на Ивайловград,
- землището на село Търговище, област Видин, в местообитания:
  - 6210. Полуестествени сухи тревни и храстови съобщества върху варовик (Festuco-Brometalia) със статут на „потенциално застрашено“, включващо ксеротермни ливади и пасища от валезийска власатка, садина (Chrysopogon gryllus) и белизма (Bothriochloa ischaemum), и
  - 6240. Субпанонски степни тревни съобщества с доминиращи видове валезийска власатка и белизма.